# Пиринска Македонија
Пиринска Македонија, позната и као Источна Македонија или Бугарска Македонија, део је области Македоније, који је припао Бугарској за време Балканских ратова 1912. године. Пиринска Македонија одговара територији данашње Благоеградске области, с малим изузетком села Бараково, које се налази у Ћустендилској области.